# Force grecque à Chypre
La force grecque à Chypre ou force hellénique à Chypre (grec moderne : Ελληνική Δύναμη Κύπρου), couramment abrégé en ELDYK ou EL.DY.K. (ΕΛΔΥΚ), est le nom du régiment grec stationné sur l'île de Chypre depuis 1959 à la suite des accords de Zurich et de Londres qui ont donné naissance à la république de Chypre. Son objectif est de soutenir la Garde nationale chypriote, le traité de garantie dispose que les forces grecques et turques peuvent laisser stationner un contingent sur l'île en tant que garant de la paix et de l'indépendance.

## Historique
Pendant les événements de juillet et août 1974, le coup d'État est suivi de l'intervention turque. Les forces grecques de l'île sont engagées aux côtés des organisations paramilitaires chypriotes grecques. Les chars turcs attaquent la base de Nicosie au 14 août au matin mais se retirent au bout de quelques heures par manque de munitions (obus de 155 mm).

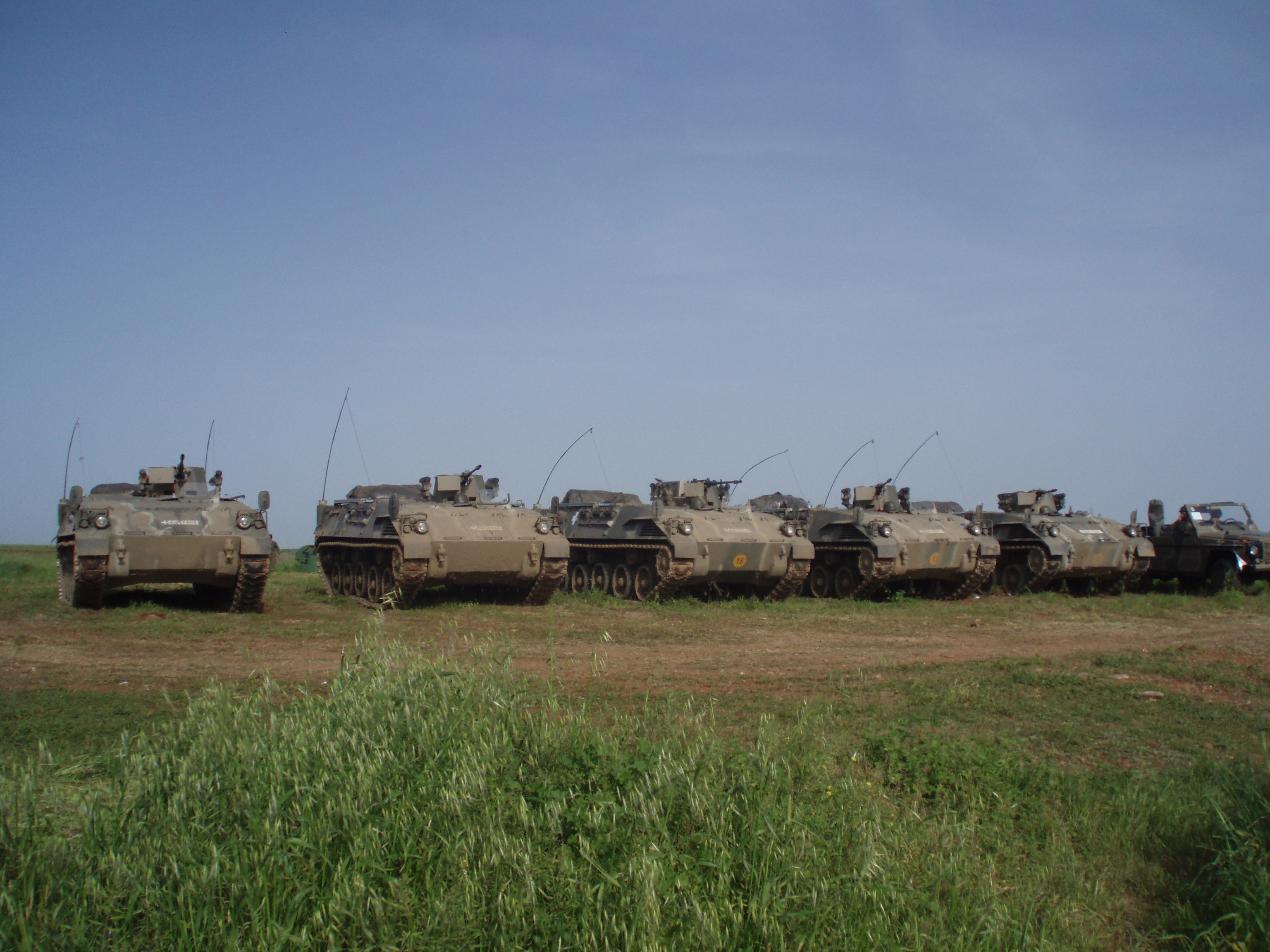
Transports de troupes blindés

## Source
- (en) Cet article est partiellement ou en totalité issu de l’article de Wikipédia en anglais intitulé « Hellenic Force in Cyprus » (voir la liste des auteurs).

## Complément